# E-meteursag
E-meteursag, E-meteursang (sum. é.me.te.ur.saĝ, tłum. „Dom godny bohatera”) – w okresie nowobabilońskim (czasy Nabuchodonozora II) ceremonialna nazwa celli  boga Zababy w świątyni E-duba w mieście Kisz.
Przed okresem nowobabilońskim nazwa E-meteursag odnosiła się do całej świątyni boga Zababy w Kisz. O świątyni tej wspominają m.in. "nazwy roczne" Sumu-la-Ela (rok 30), Hammurabiego (rok 36), Ammi-ditany (rok 34) i Ammi-saduqi (rok 15). Wzmiankowana jest też ona w prologu do Kodeksu Hammurabiego:

„(Hammurabi), smok królów, ulubiony brat Zababy, który mocno osadził siedzibę miasta Kisz, który otoczył blaskiem E-meteursang”

O naprawie świątyni E-meteursag wspominają też inskrypcje budowlane Adad-apla-iddiny (1069-1048 p.n.e.).